# Abîkarib As'ad
Abîkarib As'ad (arabe : أسعد أبي كرب ), surnommé al-Kāmil (le Parfait), de son nom complet Abîkarib Asʿad ibn Hassān Malkîkarib Yuha’min, fut un roi himyarite du Yémen qui régna de 380 à 440.
Considéré comme le plus grand des Tubba' (titre honorifique attribué aux souverains de Saba et d'Himyar), son règne est marqué par l'expansion de l'Empire himyarite dans la péninsule Arabique et sa conversion au judaïsme, qui entraîne le déclin et la disparition des cultes païens en Arabie du Sud.
Décrit comme un grand souverain, un poète éloquent et un savant en matière d'astronomie, il fut le premier à couvrir la Kaaba d'une kiswa.

## Campagnes et conversion
Sous son règne, l'Empire Himyarite a atteint son apogée. Abîkarib Asʿad mena plusieurs campagnes victorieuses à travers l'Arabie et établit sa domination sur le Hedjaz, l'Arabie centrale et l'Arabie orientale, prenant ainsi le titre de « Roi de Saba', Dhu Raydan, Hadramawt, Yamnat et des Arabes de Tawdum et de Tihamat ».
C'est lors de sa campagne contre la ville de Médine, connue alors sous le nom de « Yathrib », qu'Abîkarib se convertit au judaïsme après avoir discuté avec deux savants Juifs de la ville. Après sa conversion, Abîkarib fit venir ces deux savants au Yémen afin de répandre le Judaïsme dans le pays, les princes des grandes tribus se convertirent et ce monothéisme gagna l’ensemble de la population. Les temples païens furent alors abandonnés, sans trace de destruction, et les inscriptions cessèrent de mentionner les anciennes divinités au profit du « Seigneur du ciel et de la terre ».